# Magnetis
Magnetis is een computerspel dat is ontwikkeld door Yullaby. Het spel is een puzzelspel en kwam uit in 2009.
In het spel vallen er steeds twee, horizontaal aan elkaar geplakte blokken, verticaal naar beneden. Magnetische blokken maken normale blokken ook magnetisch als die in de correcte aantrekkingskracht liggen. Als twee magnetische blokken met de plus en min kant aan elkaar vast zitten (met meerdere magnetische, maar niet de blokken die een + of - kant hebben) worden die blokken verwijderd en krijgt de speler punten afhankelijk van het aantal blokken dat wordt verwijderd.